# Grotta Thien Duong
La grotta Thiên Đường (in vietnamita Hang Thiên Đường) è una grotta nella provincia di Quang Binh, Vietnam. È situata nel parco nazionale di Phong Nha-Ke Bang. Scoperta da un gruppo di esploratori britannici nel 2005, si ritiene che abbia una lunghezza totale di 31 km.